# Hugo Jozias de Dreu
Hugo Jozias de Dreu (Koudekerke, 17 maart 1893 – Assen, 3 juli 1983) was een Nederlandse burgemeester en Kamerlid.

## Leven en werk
De Dreu was een zoon van onderwijzer Frans de Dreu en Jansje Polderman. Hij volgde een opleiding tot onderwijzer aan de Normaalschool in Amsterdam. Hij gaf les in Sloterdijk en werd vervolgens hoofdonderwijzer in Nederlands-Indië. Van 1930 tot 1935 was hij daar lid van de Volksraad. In 1935 keerde hij terug naar Nederland en was actief in de Amsterdamse socialistische beweging. Hij werd gemeenteraadslid van de gemeente Amsterdam (1939-1941 en 1945-1946) en vervulde daarnaast diverse functies binnen de SDAP. Vanaf 1946 was hij lid van diens opvolger, de PvdA.
In 1946 werd De Dreu burgemeester van Havelte. Hij werd het jaar daarop ook lid van de Eerste Kamer (1947-1960). Van 1949-1958 was hij de eerste socialistische burgemeester van Assen. Vervolgens was hij nog lid van de Provinciale Staten van Drenthe (1958-1962). De Dreu werd op 29 april 1955 benoemd tot Ridder in de Orde van de Nederlandse Leeuw. In Assen werd het Burgemeester De Dreuplein naar hem vernoemd.
- Biografisch Portaal: 52183803
- Parlement.com: vg09ll02pzty